# 深海翼喉盤魚
深海翼喉盤魚（學名：Alabes bathys），又稱貝氏鰭鱔，為輻鰭魚綱喉盤魚目喉盤魚科的其中一種，分布於澳洲塔斯馬尼亞島西部海域，棲息深度160-348公尺，本魚體細長如鰻魚，體淡褐色或綠色，體後部逐漸透明，鰭幾乎完全透明，沿體側有一系列白色斑點，側線孔有4個，體長可達3.9公分，屬底棲性魚類，生活習性不明。